# Били Портър
Били Портър (на английски: Billy Porter) е американски актьор и певец.

## Биография
Роден е на 21 септември 1969 година в Питсбърг в афроамериканско петдесятническо семейство.
Получава бакалавърска степен от колежа по изкуства на Университета „Карнеги Мелън“. След успешно участие в телевизионно състезание през 1992 година получава известност с ролите си в мюзикъли на „Бродуей“, а след това и в телевизията.

## Личен живот
Портър е хомосексуален. Омъжва се за партньора си Адам Смит през 2017 г.